# Мартинес, Фернандо
Фернандо Рафаэль «Чито» Сильва Мартинес (исп. Fernando Rafael «Chito» Martínez Silva; 8 июня 1977 год, Пуэрто-Ордас, Венесуэла) — венесуэльский футболист, играл на позиции нападающего.

## Биография
Профессиональную карьеру начинал в 1998 году в «Минервене». После чего играл за клубы «Нуэва Кадис», «Эстудиантес де Мерида» и «Минерос Гуаяна». В феврале 2003 года прибыл на просмотр на кипрский сборе «Уралана», но главный тренер Игорь Шалимов остановил свой выбор на уругвайском защитнике Себастьяне Моркио, в начале июля того же года Фернандо Мартинес одним из первых прибыл на 10-дневный сбор «Уралана» в Новогорске, вскоре подписав контракт с клубом, став первым венесуэльским футболистом в России. Дебютировал за «Уралан» 19 июля 2003 года в домашнем матче 17-го тура против «Алании» (2:1), выйдя на поле на 77-й минуте матча, заменив Виктора Лопеса. По итогам сезона «Уралан» покинул премьер-лигу, а Мартинес вернулся на родину, выступал за «Каракас» и «Депортиво Тачира». В 2007 году играл за «Карабобо», с 2008 по 2010 годы защищал цвета «Льянерос». В 2011 году перебрался на Канарские острова, где выступал за любительские клубы «Лос-Льянос» и «Атлетико Пасо»